# Haplogrupo C (ADN-Y)
En genética humana, el haplogrupo C, identificado por los polimorfismos M130(=RPS4Y) y M216 principalmente, es un haplogrupo del ADN del cromosoma Y humano que se encuentra disperso en una amplia región, especialmente desde Siberia hasta Oceanía. Su origen es asiático, probablemente del sur de Asia, presentando una antigüedad de unos 50 a 60 mil años. Desciende del haplogrupo CF y deriva en dos grandes clados: C1 (F3393) y C2 (M217), aunque anteriormente se describió como subdividido en C1 (Japón), C2 (islas del Pacífico), C3 (Asia y Norteamérica), C4 (Australia), C5 (Indostán) y C6 (Europa).

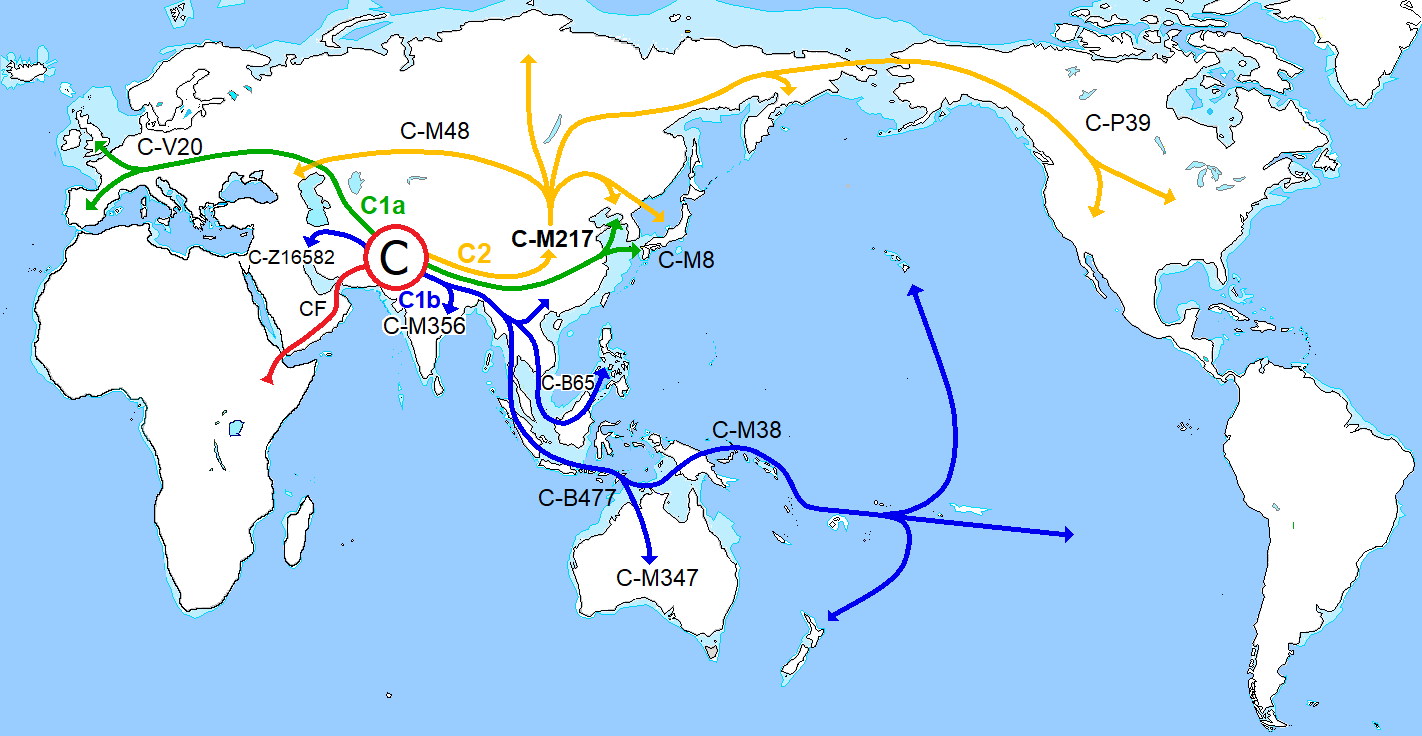
Origen y dispersión del haplogrupo C. En verde el C1a (CTS11043), en azul C1b (F1370) y en amarillo C2 (M217).

## Origen y dispersión
Su origen parece relacionado con la gran migración prehistórica de los humanos modernos fuera de África a través del Indostán hasta llegar al Sudeste de Asia. Debido a la gran antigüedad de este haplogrupo, se han acumulado numerosas mutaciones que se dispersaron por muchas regiones, las cuales permanecieron aisladas por mucho tiempo. 
El haplogrupo C1 (F3393), se dispersó en tiempos prehistóricos por el sur de Asia, llega hasta Europa y está relacionado con la colonización de Sondalandia y el continente Sahul, de forma similar a los haplogrupos MS (ADN-Y) y P (ADNmt). Durante el neolítico se expande por toda Oceanía. 
La dispersión del haplogrupo C2 (M217) ocurrió desde Asia Oriental y se inició hace unos 40.000 años, llegando a Siberia hace unos 15.000. Migraciones siberianas de hace 6.000 a 8.000 años dieron origen a los pueblos na-dené y llevaron el haplogrupo C al Nuevo Mundo, especialmente al noroeste de América del Norte. Finalmente las invasiones que forjaron el gran Imperio mongol esparcieron el linaje por toda Asia.
La dispersión de C puede resumirse de la siguiente manera:

|  | C1a1 (M8): especialmente en Japón.                   |
|  |                                                      |
|  | C1a2 (V20): en Europa desde hace más de 30 mil años. |
|  |                                                      |

|  | C1b1a1 (SK991) en Asia del Sur y Cercano Oriente. |
|  |                                                   |
|  | C1b1a2 (B65) en Insulindia y China.               |
|  |                                                   |

|  | C1b2a (M38) especialmente en Polinesia. En Melanesia, Micronesia e Indonesia. |
|  |                                                                               |
|  | C1b2b (M347) mayoritario en aborígenes australianos.                          |
|  |                                                                               |

|  | C1b1a1 (SK991) en Asia del Sur y Cercano Oriente. |
|  |                                                   |
|  | C1b1a2 (B65) en Insulindia y China.               |
|  |                                                   |

|  | C1b2a (M38) especialmente en Polinesia. En Melanesia, Micronesia e Indonesia. |
|  |                                                                               |
|  | C1b2b (M347) mayoritario en aborígenes australianos.                          |
|  |                                                                               |

|  | C1a1 (M8): especialmente en Japón.                   |
|  |                                                      |
|  | C1a2 (V20): en Europa desde hace más de 30 mil años. |
|  |                                                      |

|  | C1b1a1 (SK991) en Asia del Sur y Cercano Oriente. |
|  |                                                   |
|  | C1b1a2 (B65) en Insulindia y China.               |
|  |                                                   |

|  | C1b2a (M38) especialmente en Polinesia. En Melanesia, Micronesia e Indonesia. |
|  |                                                                               |
|  | C1b2b (M347) mayoritario en aborígenes australianos.                          |
|  |                                                                               |

|  | C1b1a1 (SK991) en Asia del Sur y Cercano Oriente. |
|  |                                                   |
|  | C1b1a2 (B65) en Insulindia y China.               |
|  |                                                   |

|  | C1b2a (M38) especialmente en Polinesia. En Melanesia, Micronesia e Indonesia. |
|  |                                                                               |
|  | C1b2b (M347) mayoritario en aborígenes australianos.                          |
|  |                                                                               |

|  | C2a (L1373) típico de Siberia, Asia Central y Asia Oriental. Llega hasta Norteamérica con los pueblos na-dené. |
|  | |
|  | C2b (F1067) En Asia Oriental y Siberia.                                                                        |
|  | |

|  | C1a1 (M8): especialmente en Japón.                   |
|  |                                                      |
|  | C1a2 (V20): en Europa desde hace más de 30 mil años. |
|  |                                                      |

|  | C1b1a1 (SK991) en Asia del Sur y Cercano Oriente. |
|  |                                                   |
|  | C1b1a2 (B65) en Insulindia y China.               |
|  |                                                   |

|  | C1b2a (M38) especialmente en Polinesia. En Melanesia, Micronesia e Indonesia. |
|  |                                                                               |
|  | C1b2b (M347) mayoritario en aborígenes australianos.                          |
|  |                                                                               |

|  | C1b1a1 (SK991) en Asia del Sur y Cercano Oriente. |
|  |                                                   |
|  | C1b1a2 (B65) en Insulindia y China.               |
|  |                                                   |

|  | C1b2a (M38) especialmente en Polinesia. En Melanesia, Micronesia e Indonesia. |
|  |                                                                               |
|  | C1b2b (M347) mayoritario en aborígenes australianos.                          |
|  |                                                                               |

|  | C1a1 (M8): especialmente en Japón.                   |
|  |                                                      |
|  | C1a2 (V20): en Europa desde hace más de 30 mil años. |
|  |                                                      |

|  | C1b1a1 (SK991) en Asia del Sur y Cercano Oriente. |
|  |                                                   |
|  | C1b1a2 (B65) en Insulindia y China.               |
|  |                                                   |

|  | C1b2a (M38) especialmente en Polinesia. En Melanesia, Micronesia e Indonesia. |
|  |                                                                               |
|  | C1b2b (M347) mayoritario en aborígenes australianos.                          |
|  |                                                                               |

|  | C1b1a1 (SK991) en Asia del Sur y Cercano Oriente. |
|  |                                                   |
|  | C1b1a2 (B65) en Insulindia y China.               |
|  |                                                   |

|  | C1b2a (M38) especialmente en Polinesia. En Melanesia, Micronesia e Indonesia. |
|  |                                                                               |
|  | C1b2b (M347) mayoritario en aborígenes australianos.                          |
|  |                                                                               |

|  | C2a (L1373) típico de Siberia, Asia Central y Asia Oriental. Llega hasta Norteamérica con los pueblos na-dené. |
|  | |
|  | C2b (F1067) En Asia Oriental y Siberia.                                                                        |
|  | |

## Distribución
Se encuentra en alta frecuencia en las poblaciones nativas de Mongolia y en muchas etnias de Siberia También hay alta frecuencia en polinesios y en aborígenes australianos. Frecuencias menores se encuentran en India y Asia oriental. 
Según ISOGG 2010, el haplogrupo C (ADN-Y) está definido por los marcadores RPS4Y711=M130, M216, P184, P255, P260, IMS-JST029149, IMS-JST037816-80, Page85, V77, V183, V199 y V232, presentando los siguientes subclados:

## Paragrupo C*
El paragrupo C* se encontró en India, Sri Lanka, Nepal, Líbano, Asia Central, en Yunnan, Guangxi y otras regiones de China, en Vietnam, Filipinas, Indonesia, Melanesia y Micronesia.'

## Haplogrupo C1
C1 (F3393/Z1426, K29) tiene una antigüedad de unos 47 mil años y presenta amplia distribución.

### C1a
El haplogrupo C1a (CTS11043) representa dos migraciones muy antiguas y marcadamente opuestas:
- C1a1 (M8, M105, M131, P122), antes C1, tiene baja frecuencia en Asia Oriental.
  - C-Y125471, en Liaoning (China)[2]
  - C-CTS9336, en Japón y Corea.
- C1a2 (Y11591), antes C6, tiene baja frecuencia en Europa.
  - C-Y37006, se encontró en restos humanos en Vladímir (Rusia europea) de hace unos 34 mil años.[2]
  - C-V20, encontrado en el hombre de La Braña I, del mesolítico (León, España) y en restos de Chequia de hace 30.000 años.[3] En la población actual es residual y se encontró en España, Polonia,[4] Inglaterra, Irlanda,[5] Armenia, Italia, Ucrania[2] y en bereberes de Argelia.

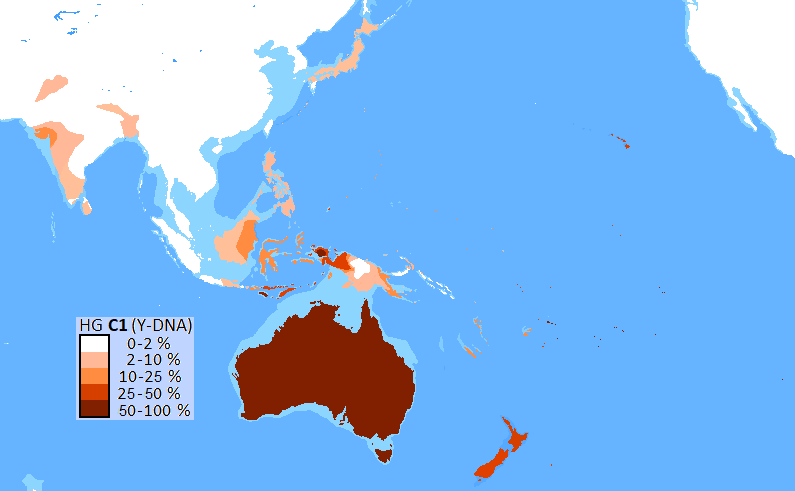
Distribución aproximada del haplogrupo C1 del ADN-Y en poblaciones nativas.

### C1b
El haplogrupo C1b (F1370) tiene uno 47 mil años y amplia distribución en Asia y Oceanía.
- C1b1 (K281)
  - C1b1a (B66)
    - C1b1a1 (SK991)
      - C1b1a1a (M356), antes C5, tiene baja frecuencia en el Sur de Asia, en India 1.4%.[6] También en Asia Central,[7] península arábiga[8] e Irán
      - C1b1a1b (Z16582) en Arabia saudita e Irak.

    - C1b1a2 (B65) en China,[2] Indonesia (lebbos de Borneo), Brunéi y Filipinas (aetas)

  - C1b1b-B68 en los dusun de Brunéi.

- C1b2 (B477/Z31885): Típico de Oceanía.
  - C1b2a (M38), antes C2, es importante en Polinesia, en maoríes se encontró 43%.[9] También se encuentra al este de Indonesia, en Melanesia y Micronesia.
    - M38* en Indonesia oriental, variando de 57% en Sumba a 11% en Celebes.[10]
    - C1b2a1 (M208) en Indonesia, Nueva Guinea[11] y demás islas del Pacífico, especialmente en Polinesia.

  - C1b2b (M347, P309), antes C4, es el linaje más importante entre los aborígenes de Australia.

## Haplogrupo C2
C2 (M217/PK2, P44, Z1453), antes C3, tiene una antigüedad promedio aproximada de unos 47.000 años y se encuentra en los oroqen (Mongolia Interior) 61-91%, muy común en Siberia, Asia central, Asia oriental y en nativos de América del norte. Poco en Indochina, Europa y resto de Asia; la presencia en Europa central y oriental se cree debida a la presencia de los hunos. 

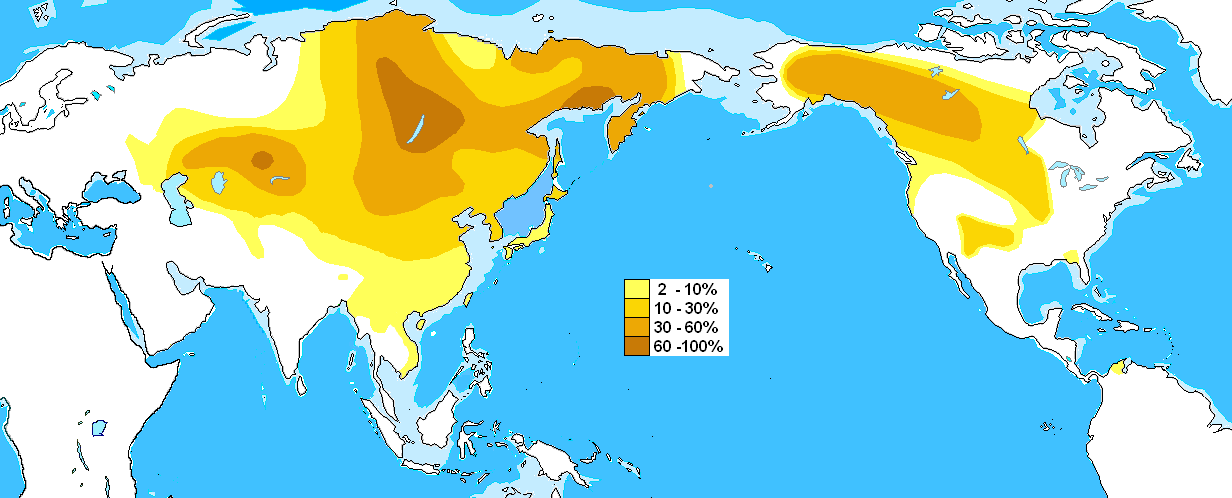
La distribución del haplogrupo C2 (M217) se da en todo Asia Oriental y especialmente en Siberia y Asia Central entre los pueblos mongólicos, túrquicos, tunguses y en Norteamérica en los na-dené.

### C2a
El haplogrupo C2a (L1373) tiene unos 34 mil años y se encuentra disperso en Asia Oriental, Siberia, Asia Central y en nativos de América septentrional.
- C2a1 (F3447)
  - C2a1a (F1699)
    - C2a1a1 (F3918)
      - C2a1a1a (P39) típico en los indígenas na-dené en América del Norte
      - C2a1a1b (F1756) en China, Siberia, Europa oriental, Turquía, Kazajistán y Mongolia.[12]

    - C2a1a2 (M48) común entre los kazajos (57-63%), tungús del norte, oirats, calmucos, en Mongolia, entre yukaguiros, nivjis, koriakos, itelmenos y menores frecuencias en otras etnias y poblaciones de Siberia y Asia central[13][14][15] Se encontró en los descendientes de Gengis Khan. En Siberia, con porcentajes mayores de 40% en evenis, evenkis, calmucos y altáis kazajos.[16]
    - C2a1a3 (F4002) disperso en China, Rusia, Asian central, Pakistán, Afganistán, Ucrania, Mongolia[12]
    - C2a1a4 (Z30601) en India, Eslovaquia, Polonia, Alemania[12]

  - C2a1b (Z31698) en Japón
- C2a2 (BY63635) en Texas y en nativos quichua y huaoranis de Ecuador[12]

### C2b
El haplogrupo C2b (F1067) está bien extendido en Asia Oriental, Siberia y poco en el Sudeste de Asia.
- C2b1 (F2613)
  - C2b1a (Z1300)
    - C2b1a1 (CTS2657) en Japón, China, Corea y en buriatos (Siberia)
      - C-M407 con porcentajes mayores de 50% en buriatos, jamnigantes y soyotes;[16] poco en yakutos y chinos han.[17] Encontrado en Armenia, Kazajistán y Japón.[2]

    - C2b1a2 (K700/Z12209) extendido en China y Encontrado en Japón, Corea, Bangladés, Chechenia, Azerbaiyán y Alemania.

  - C2b1b (F845) encontrado en los dai y extendido en China. Presente en Japón, Vietnam, Corea y Filipinas.
- C2b2 (CTS4660) encontrado en China